# Février 1839

## Événements
- Royaume-Uni : le mouvement chartiste rassemble ses délégués à Londres au cours d’une Convention et dépose une pétition pour une réforme électorale le 7 mai à l’adresse du gouvernement.

- 2 février, France : démission de Molé. Dissolution de la Chambre des députés. Les élections sont fixées au 2 mars et la rentrée parlementaire au 26 mars. Echec du roi.

- 10 février, France : dépôt par Hippolyte Passy d'une proposition qui dispose "qu'à l'avenir tout enfant nègre naîtrait libre dans les colonies françaises, que tout esclave aurait droit de se racheter à un prix fixé par des arbitres, que les époux esclaves ne pourraient être séparés en cas de vente. Il développe sa proposition le 16.

- 11 février : dépôt du rapport Durham recommandant l’assimilation des Canadiens français et la réunion des deux provinces canadiennes.

- 15 février :
  - Les colons néerlandais fondent la République du Natal en Afrique du Sud.
  - Pendaison de douze Patriotes canadiens (aujourd’hui dits québécois) par le régime britannique. Cinquante-huit sont déportés dans une colonie pénitentiaire d’Australie.

## Naissances
- 1er février : Adolf Richter (mort en 1914), chimiste, industriel et homme politique allemand.
- 7 février :
  - Robert von Sterneck (mort en 1910), officier et astronome autrichien.
  - Nicolaas Pierson, économiste et homme politique néerlandais.
- 9 février : Addison Emery Verrill (mort en 1926), zoologiste et géologue américain.
- 11 février : Willard Gibbs (mort en 1903), physico-chimiste américain.
- 14 février : Hermann Hankel (mort en 1873), mathématicien allemand.
- 18 février : Harry Govier Seeley (mort en 1909), paléontologue britannique.
- 19 février : Alpheus Spring Packard (mort en 1905), zoologiste et géologue américain.
- 25 février : Edmond Lefever, sculpteur belge († 18 avril 1911).

## Décès
- 1er février : Giuseppe Valadier, 76 ans, architecte, urbaniste, archéologue et orfèvre italien (° 14 avril 1762).
- 10 février : Pedro Romero, matador espagnol (° 19 novembre 1754).